# Louis de La Rochejaquelein
Louis de La Rochejaquelein   (Saint-Aubin-de-Baubigné, 30 de novembre de 1777 - Saint-Hilaire-de-Riez, 5 de juny de 1815) fou un militar francès i un general vendeà. Era germà d'Henri i Auguste du Vergier de La Rochejaquelein.

## Biografia
Només tenia dotze quan va esclatar la Revolució Francesa. Va seguir el seu pare a Alemanya, i als setze anys va debutar en el regiment austríac de Latour, després va anar a Gran Bretanya, va entrar al servei del poder anglès, va fer dues campanyes a l'illa de Santo Domingo, va tornar a França el 1801.

## La tornada a França
El 1801 es casà amb Victoire de Donnissan, vídua del marquès de Lescure, heroi de les primeres batalles de la Revolta de La Vendée. Retirat a la seva terra, va esperar l'oportunitat de servir a una causa a la qual s'havia dedicat tota la seva família.
En va Napoleó va intentar guanyar el marquès de la Rochejaquelein per l'atractiu de llocs, dignitats i honors: ferm en els seus sentiments i en els seus principis, La Rochejaquelein va viure retirat a vegades a Poitou, de vegades al castell de Citran, a prop de Bordeus. Les seves nobles negatives van deixar clar que a partir d'aleshores serviria els borbons.
Dues vegades va ser la vigília de donar a Vendée el senyal d'una nova insurrecció i dues vegades les vacil·lacions d'Europa van provocar que els seus plans avortessin. Per sondar els esperits, va creuar constantment Guyenne i Vendée, on amb el nom que duia només es va poder reunir en un instant quaranta mil reialistes.

## Restauració
Des del març de 1813, va consultar amb un enviat del rei, i quan el partit reialista es va formar de nou a Bordeus amb l'ajut del seu impuls actiu, va ser escollit per anar a presentar-se al duc d'Angulema, després a Sant -Jean-de-Luz amb l'exèrcit aliat, l'homenatge d'aquesta ciutat fidel. L'èxit més feliç va coronar aquesta empresa, de la qual el marquès de la Rochejaquelein va resistir tots els perills.
Els bordelesos van rebre amb entusiasme el príncep alliberador i van manifestar el seu agraïment al simpàtic home vendeà que els havia preparat un triomf tan fi. Quan Lluís XVIII va tornar per primera vegada, va ser nomenat cap d'un dels cossos militars de la seva guàrdia (comandant dels granaders reials) i va ser elevat així al rang d'oficial general.
Al retorn de Napoleó a França va protegir, amb altres servents devots, la retirada del rei a les fronteres nord, i d'allí a Gant. Des d'aquesta ciutat va passar a Gran Bretanya, per sol·licitar ajuda per a la Vendée, va obtenir per als reialistes vendeans una part de l'ajut que havia vingut a reclamar: armes, municions i algunes subvencions. Va tornar a navegar i el 16 de maig va arribar a la costa, va desembarcar a la costa de Saint-Hilaire-de-Riez i va aixecar part dels habitants del país.

## La Vendée militar
En pocs dies, per la velocitat de les seves operacions, va aixecar i armar gran part de la Vendée militar. L'èxit el va justificar amb el retret de la pressa i la temeritat. Mantenint-se a l'abast de la costa, el marquès va sol·licitar un segon desembarcament i aspirava a ser reconegut com a cap general, ja sigui per donar una insurrecció més general, o per tenir un títol amb l'almirall Hottans, a càrrec de proporcionar ajuda als reialistes. Generalment es va admetre que un únic cap era necessari sotmetre totes les operacions a una única voluntat. En una reunió a Palluau, el marquès va ser reconegut per Sapinaud i Suzannet i, a pocs dies, d'Autichamp.
Tot seguit es va preparar per a un moviment cap a la costa; però amb prou feines dues divisions es van unir a Aizenay quan va aparèixer el general Travot, els va sorprendre i els van dispersar en un atac nocturn. El marquès de la Rochejaquelein, cremant per reparar-ho tot, primer es donarà a d'Autichamp, que promet actuar en companyia, i encarrega al seu germà, Auguste, que es dirigeixi ràpidament a Pantà. L'exèrcit reial formava quatre cossos organitzats i diferents.

## La fi del moviment insurgent
Napoleó I va conèixer aquesta segona revolta la nit del 17 de maig i es va afanyar a prendre mesures per aturar aquest moviment. Va convidar tres caps vendeans, MM. de Malartie, de Flavigny i La Béraudière, per anar, com a pacificadors, als seus antics camarades en armes i fer-los entendre que no era als camps de Vendée que es podia decidir el destí de França. Al mateix temps, tenia aquestes negociacions recolzades per un cos de 12.000 homes a les ordres del general Lamarque. Alguns caps escoltaven les observacions dels pacificadors; però el marquès de La Rochejaquelein refusava qualsevol allotjament; Després d'haver anat a parar a Croix-de-Vie, l'1 de juny, va fixar, per ordre del dia, els moviments dels diferents cossos d'exèrcit.
Tan aviat, Rochejaquelein es va assabentar de les propostes del ministre del policia Fouché que les rebutja amb indignació. Va estar decidit a rebutjar qualsevol tipus d'acord amb el govern imperial. D'això va néixer una deplorable discrepància amb els caps que tendien a escoltar els negociadors. El desembarcament començaria el 2 de juny, a la Croix de Vie, i havia de ser protegit pels altres caps, quan La Rochejaquelein es va assabentar a bord del vaixell de l'almirall britànic que acabava de ser destituïda una columna realista i que els altres dos es retiraven a l'interior de la país En aquest mateix moment, el general Travot va arribar amb les seves tropes a través, per dir-ho així, dels tres cossos d'exèrcit, que van abandonar el seu general. Ple d'indignació, La Rochejaquelein, que va ser encesa pels exemples del Bonchamp, els Lescures i el seu il·lustre germà, es va afanyar a donar el senyal pel desembarcament, que va protegir ell sol amb un grapat d'insurgents.
Primer va donar suport a un atac a St-Gilles, on va començar un rodatge animat entre l'avantguarda de Travot i els vendeans del Marais; aquests tenien l'avantatge. Una flota britànica, formada pel Superbe, el famós Bellerophon i diverses fragates, es va apropar a la costa. La Rochejaquelein va vigilar tot i, malgrat el tir, el replà no es va interrompre. Les canoes britàniques, amb 15.000 rifles a bord, 12 peces de canó i una immensa quantitat de pólvora, es van mantenir i es van mantenir durant la lluita a Saint-Gilles. Tot i això, el cos de batalla de Travot va avançar. La Rochejaquelein, sospitant que volia forçar el pas de Rié, va aturar el desembarcament, va marxar davant de l'enemic, va conduir el comboi al Marais,Saint-Jean-de-Monts el 3 de juny, amb la divisió del seu germà Auguste.

## Mort
Allà s'assabenta que s'acosta una forta columna; comandada pel general Estève, que l'endemà, de matinada, va anar a la granja Mathes, a la vora del Marais. De seguida, se'ls dona l'ordre als reialistes de marxar al seu encontre. Arribats a mig tret de fusell, Estève va agafar l'ofensiva ell mateix; dues vegades és repel·lit pels vendeans. Adonant-se que es vol dir, fa un darrer esforç per obrir un passatge. Un líder de la parròquia allibera el peu i dirigeix la seva tropa. La Rochejaquelein corre a reunir els seus soldats i, a l'altura de l'acció, rep un tret al pit, cau i mor a la primera fila.
El seu germà Auguste va resultar ferit a quinze passos de l'enemic i es va trencar tota la línia. Aquesta va ser la batalla dels Mathes, on va acabar el germà de l'heroi de la Vendée. El seu cos, que va romandre al camp de batalla, va ser reconegut l'endemà i enterrat amb pressa al poble de Perrier.
El 8 de febrer següent, es van exhumar les seves restes per ser transportades a la tomba dels seus avantpassats. Va ser enterrat amb els seus germans a l'església de Saint-Aubin-de-Baubigné a Deux-Sèvres. Tota la població del Marais va anar al lloc d'exhumació i li va retre un homenatge final a aquest general. Intrèpid, lleial, emprenedor, comunicatiu i molt afectuós, el marquès de la Rochejaquelein va ser dotat de totes les qualitats que donen ascendència a un líder del partit. Els seus nobles i afables maneres, i sobretot una calor de devoció que sabia inspirar en els altres, li havien guanyat de tot cor. Va deixar vuit fills i una vídua.

## Titulatura
- 30 novembre 1777: Monsieur Louis du Vergier de La Rochejaquelein[2]
- 28 gener 1794: Monsieur Louis du Vergier, comte de La Rochejaquelein[3]
- 6 setembre 1802: Monsieur Louis du Vergier, marquis de La Rochejaquelein[4]